# قلعة جوق (تكاب)
قلعة جوق هي قرية في مقاطعة تكاب، إيران. عدد سكان هذه القرية هو 267 في سنة 2006.